# María Dolores Pradera
María Dolores Fernández Pradera, née à Madrid le 29 août 1924 et morte le 28 mai 2018 dans la même ville, est une chanteuse et actrice espagnole. Elle est aussi connue sous les pseudonymes de María Dolores ou La Pradera. En raison de sa personnalité sur scène, dotée d'une voix profonde et puissante et d'une gestuelle élégante, elle est également  connue sous le nom de La Gran Señora de la Canción.

## Biographie
Elle est née à Madrid et était la troisième de quatre frères et sœurs. Pendant son enfance, elle a vécu en Espagne et au Chili, où son père, un Asturien, faisait des affaires. Sa mère Carmen Pradera Fuster, d'origine basco-française, devient veuve en 1935, Maria Dolores Pradera a alors 11 ans.
En 1943, María Dolores Pradera joue dans Altar Mayor du réalisateur Gonzalo Delgrás qui lui confie un rôle à côté de l'acteur José Suárez qui interprète son premier rôle pour le cinéma.
Comme chanteuse, elle représente une des voix les plus connues du courant hispanophone et s'est notamment spécialisée dans la chanson à texte populaire et traditionnelle comme le boléro et la copla tout en reprenant des morceaux plus récents A Dios le pido du chanteur colombien Juanes qu'elle interprète à l'âge de 80 ans.

## Distinctions
En 1999, María Dolores Pradera reçoit la médaille d'or du mérite des beaux-arts par le ministère de l'Éducation, de la Culture et des Sports.

## Filmographie chronologique comme actrice de cinéma
- 1944 : Inés de Castro de Manuel Augusto García Viñolas et José Leitão de Barros
- 1947 : Embrujo  de Carlos de Serrano de Osma
- 1950 : Tiempos felices d'Enrique Gómez
- 1951 : Niebla y sol de José María Forqué
- 1952 : Vida en sombras de Lorenzo Llobet Gracia
- 1953 : Vuelo 971 de Rafael J. Salvia
- 1954 : Fantasía española de Javier Setó
- 1954 : La Danza de los deseos de Florián Rey
- 1954 : Murió hace quince años de Rafael Gil : chanteuse
- 1955 : Zalacaín el aventurero de Juan de Orduña
- 1960 : Hay alguien detrás de la puerta de Tulio Demicheli
- 1962 : Cena de matrimonios d'Alfonso Balcázar
- 1966 : Lección de Toledo de José Luis Borau
- 1971 : La orilla de Luis Lucia : Mère supérieure

## Discographie récente
- María Dolores (1989)
- Homenaje a Chabuca Granda (1990)
- A mis amigos (1990)
- Amarraditos (1992)
- Por derecho (1992)
- Caballo viejo (1992)
- Caminemos (1996)
- Reverdecer (1997)
- As de corazones (1999)
- A Carlos Cano (2001)
- Canciones del alma (2003)
- Ellas cantan así (2003)
- Al cabo del tiempo (2006)
- En buena compañía (2007)
- Te canto un bolero (2008)

## Quelques titres de ses chansons
- El Tiempo que te quede Libre *Amarraditos 20 exitos
- En un Rincon del Alma
- Dos Amores *Limena
- Amaneci en tus Brazos
- Son de la Loma
- Carino Malo
- Tu que Puedes Vuelvete
- Ausente 20 Exitos
- Cuando Vivas Conmigo
- ya no me Quieras
- Mi mejor Tristeza
- La Flor de La Canela
- El Rosario de mi Madre
- De Carne y Hueso
- Pa'todo el Ano
- Fina Estampa
- Toda una Vida
- Quisiera Amarte menos